# حجوط
حجوط (به عربی: حجوط) یک شهرداری در الجزایر است که در استان تیپازه واقع شده‌است. حجوط ۴۸٬۵۶۱ نفر جمعیت دارد.